# Irène Fernande Ekouta
Irène Fernande Ekouta, née le 1er février 1990  à Yaoundé au Cameroun,  est une journaliste et écrivaine d'expression francophone. Elle est auteure de deux livres dont D'amour et de glace publié en 2017 et Mes confessions anonymes en 2020. En 2005, elle est lauréate du premier prix d’orthographe organisé par l’Organisation internationale de la francophonie.

## Biographie
Irène Fernande Ekouta est née le 1er février 1990 à l'hôpital central de Yaoundé au Cameroun. En 2000, elle obtient le certificat d'étude primaire, puis, elle suit son parcours secondaire au lycée de Mendong. Et en 2010, elle est diplômée de l'école des sciences de l'information et de la communication (Esstic). 
En 2005, Irène Fernande Ekouta remporte le Premier prix d’orthographe organisé par l’OIF dans le cadre de la célébration de la journée de la Francophonie. En 2017, elle écrit son premier livre intitulé D'amour et de glace en 2017 et avec celui- ci, elle atteint les demi- finales du concours Jeune écrivain de langue française la même année.
Elle officie dans plusieurs organes de presses telles que les magazines de la Sopecam,  le quotidien Le Jour en 2010, Régie star en 2015. Et également comme attachée de presse de Charlotte Dipanda. Elle publie son premier ouvrage D'amour et de glace en 2017 et en 2020, le second intitulé Mes confessions anonymes. Une autobiographie qu'elle considère comme une thérapie et où elle raconte sa vie.

## Activités
Pour ses activités connexes, Irène Fernande Ekouta est membre de plusieurs associations dont Maman apprends moi, un projet qui participe à la COP 22 à Marrakech au Maroc, en marge du Forum de l’innovation sociale et de l’éthique globale (Sigef) organisé par Horyou en 2016. Elle est également membre de l'association Le pagne en folie, qui organise le salon d’exposition-vente d’objets et accessoires. Une biennale qui met en avant les étoffes africaines et le savoir-faire de nos artistes et artisans locaux. Elle travaille en outre sur l'écriture des scénarios des dessins animés. Et avec cette compétence, elle couvre les festivals de musique, de danse ou de cinéma, Le Kolatier, Écrans noirs, Abok i Ngoma au Cameroun, Atlantic Music expo, Kriol jazz festival au Cap-Vert, Visa for music au Maroc et le Masa en Côte d'Ivoire. Elle est membre du conseil des sages du comité permanent et du comité de suivi du regroupement des femmes journalistes d'Afrique.

## Œuvres
- 2017 : D'amour et de glace
- 2020 : Mes confessions anonymes[6]

## Prix et distinctions
- 2005 : Premier prix d’orthographe OIF
- 2017 : Demi finaliste du Prix Jeune écrivain de langue française